# Zygmunt Lenkiewicz (dziennikarz)
Zygmunt Zbigniew Lenkiewicz (ur. 3 stycznia 1947 w Legnicy) – polski dziennikarz, działacz i urzędnik sportowy.

## Życiorys
Urodził się 3 stycznia 1947 w Legnicy. W 1970 ukończył studia prawnicze na Uniwersytecie Warszawskim. W latach 1973–1989 był dziennikarzem czasopisma „Piłka Nożna”. Od 1974 działał w strukturach piłkarstwa młodzieżowego Polskiego Związku Piłki Nożnej. Był pomysłodawcą Międzynarodowego Turnieju o Puchar Syrenki, rozgrywanego w Polsce od 1986 i przeznaczonego dla młodych adeptów futbolu. Od czerwca 1989 do czerwca 1991 był członkiem Komitetu Wykonawczego Polskiego Związku Piłki Nożnej.
18 czerwca 1990 został powołany przez Prezesa Rady Ministrów na stanowisko zastępcy przewodniczącego Komitetu Młodzieży i Kultury Fizycznej, jednocześnie został p.o. przewodniczącego KMiKF po rezygnacji przez dotychczasowego szefa tego gremium, Aleksandra Kwaśniewskiego, złożonej 11 czerwca 1990. Tę ostatnią funkcję pełnił do lutego 1991. Od lutego do marca 1991 kierował nowo utworzonym Urzędem Kultury Fizycznej i Turystyki.
Od czerwca 1991 do lipca 1995 był członkiem Prezydium Polskiego Związku Piłki Nożnej (w kolejnych wyborach nie kandydował). Kierował Wydziałem Młodzieżowym PZPN. W styczniu 1992 został szefem redakcji sportowej Telewizji Polskiej, od listopada 1992 był także członkiem Prezydium Polskiego Komitetu Olimpijskiego, od czerwca 1993 członkiem Rady ds. Kultury Fizycznej przy Prezydencie RP.
Od II połowy lat 90. był szefem sportu w TVP2, od sierpnia 2004 pozostawał zawieszony decyzją przez prezesa TVP (zawieszenie było rzekomo konsekwencją z zawarciem przez TVP umowy z firmą SportFive, dotyczącej praw do emisji meczów pucharowych polskich drużyn piłkarskich, a w tej sprawie została powołana specjalna komisja wyjaśniająca). Jako pracownik Redakcji Publicystyki, Reportażu i Form Dokumentalnych TVP Sport w 2008 odpowiadał za przygotowanie uruchomionej wówczas audycji Szybka piłka. Został zastępcą powołanego 12 listopada 2009 szefa redakcji sportowej TVP, Włodzimierza Szaranowicza. W tej funkcji w 2010 był szefem zespołu TVP na Mistrzostwa Świata w Piłce Nożnej 2010 w Południowej Afryce. W drugiej połowie 2010 był dyrektorem programowym TVP Sport. Później objął funkcję sekretarza programowego TVP Sport ds. audycji sportowych TVP. Pełniąc to stanowisko jako przedstawiciel TVP wszedł w skład komitetu organizacyjnego „Supermaratonu Katmandu 2018”.
Wraz z Dariuszem Szpakowskim wyreżyserował film dokumentalny pt. Lubański – legenda futbolu, opowiadający o Włodzimierzu Lubańskim, który nagrodzono I nagrodą podczas II Międzynarodowego Festiwal Filmów Sportowych 2008 w Gdyni w kategorii filmy dokumentalne.
Od 2005 do 2008 był wspólnikiem „Pirs” spółka z o.o. W 2015 został członkiem rady nadzorczej Polonii Warszawa S.A.

## Publikacje
- Miliard na widowni (1979, współautor)[30]
- Na olimpijskim szlaku – Albertville '92, Barcelona '92, Lillehammer '94 (1979, współautor)[31]

## Odznaczenie
- Złoty Krzyż Zasługi (18 października 2002, za zasługi dla rozwoju Telewizji Polskiej)[32][33]